# 족발 (부위)

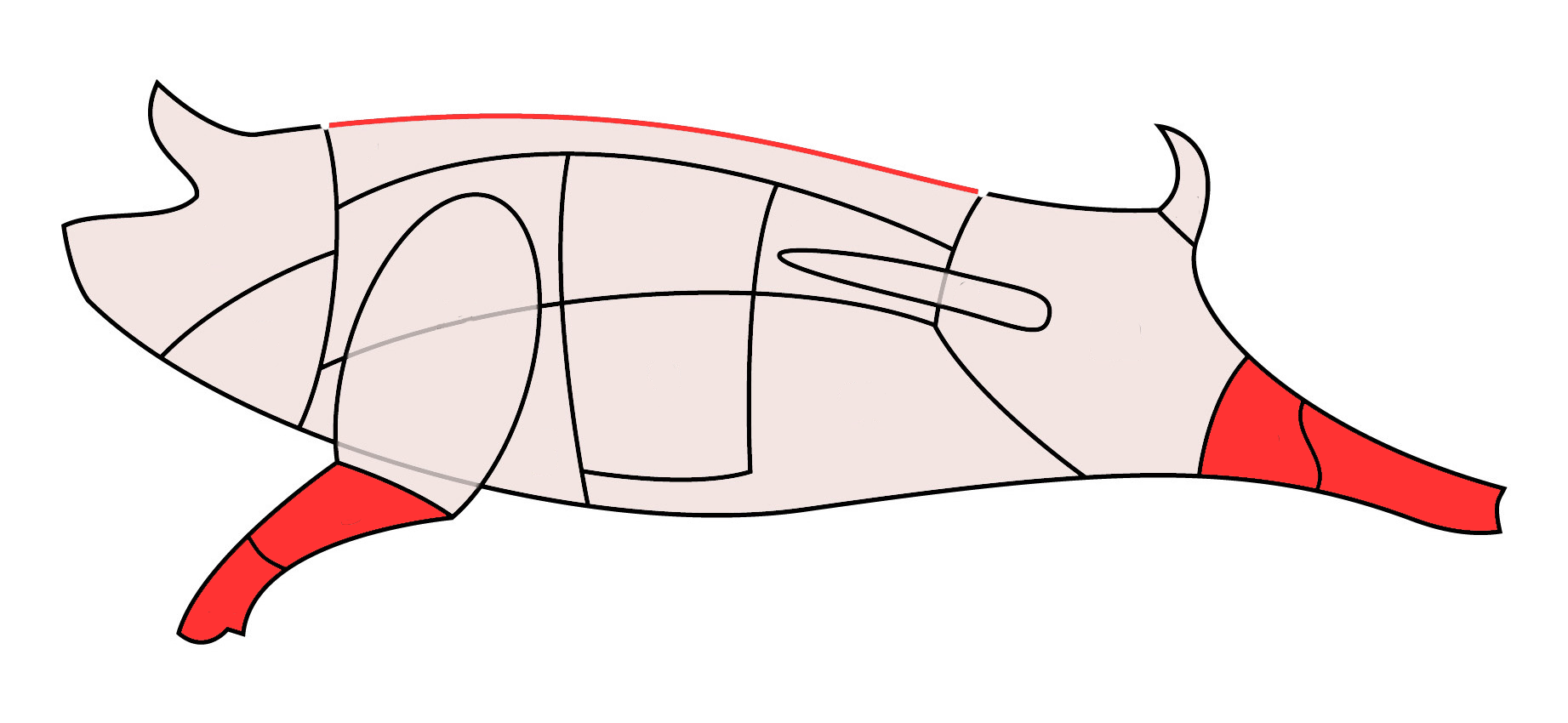
족발 (빨간색)

족발은 각을 뜬 돼지의 발이다.

## 사진 갤러리

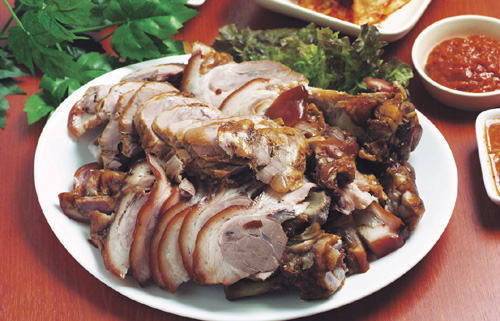
족발 (한국 요리)
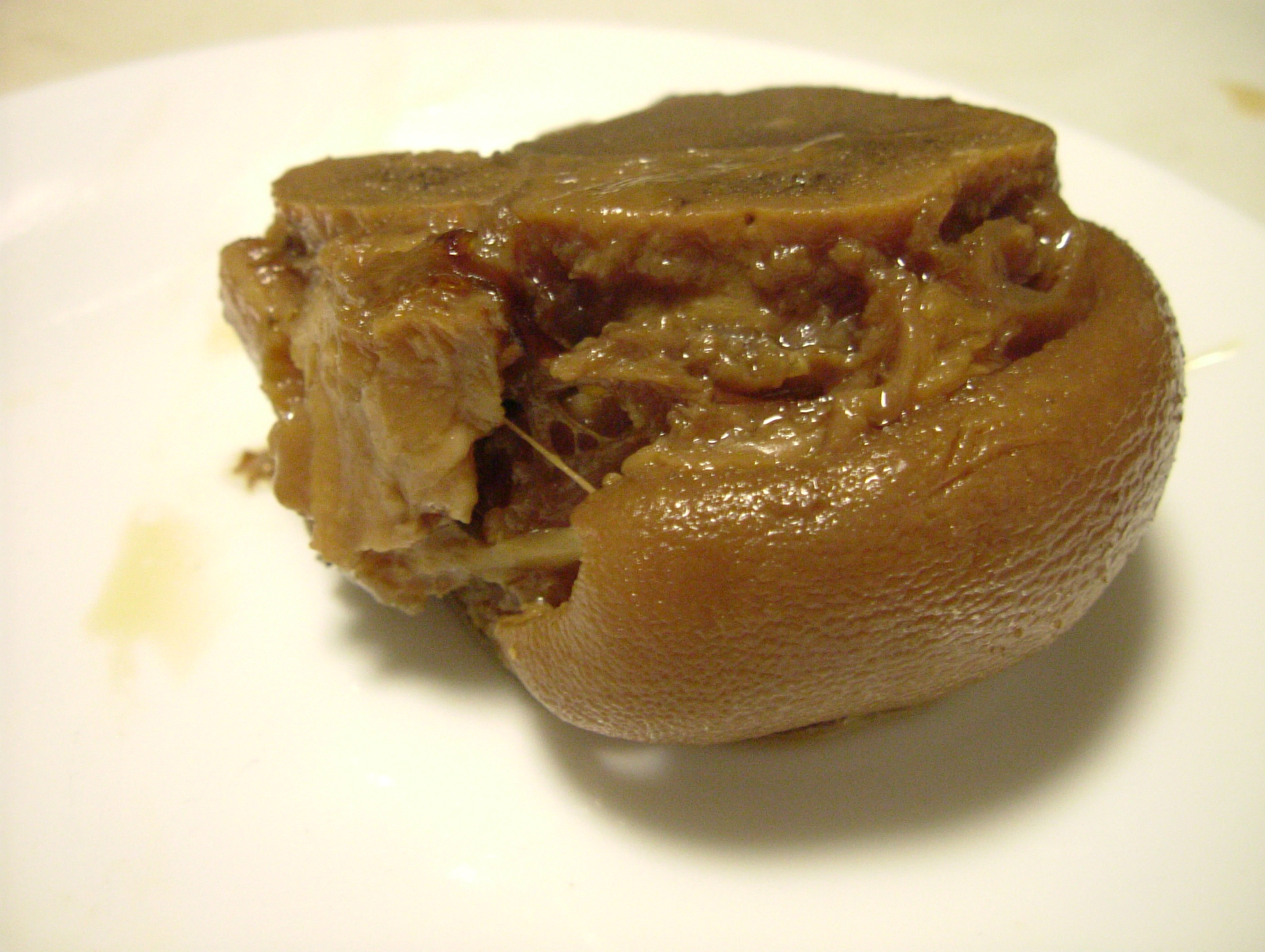
주자오 (중국 요리)
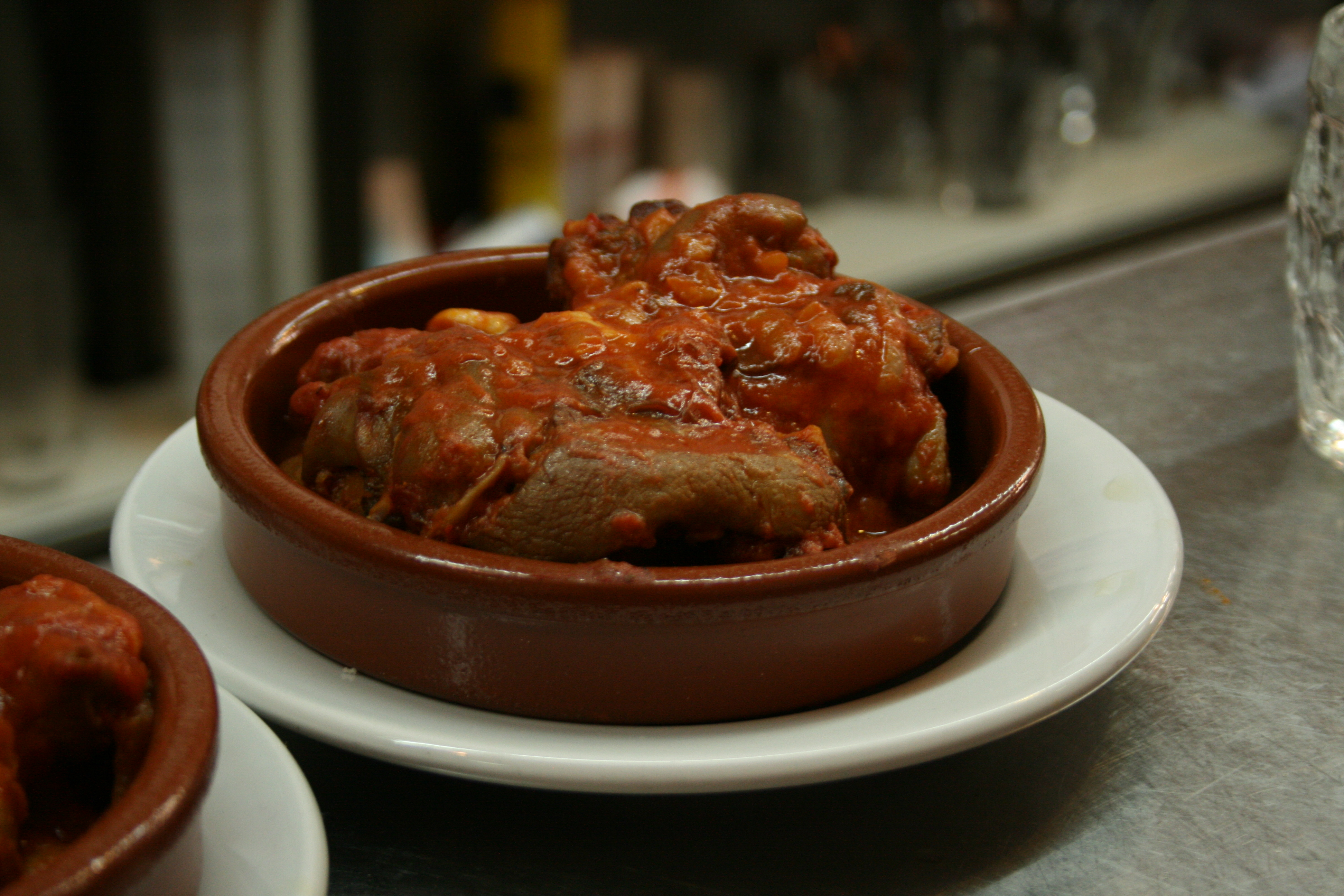
마니타스 데 세르도 (스페인 요리)
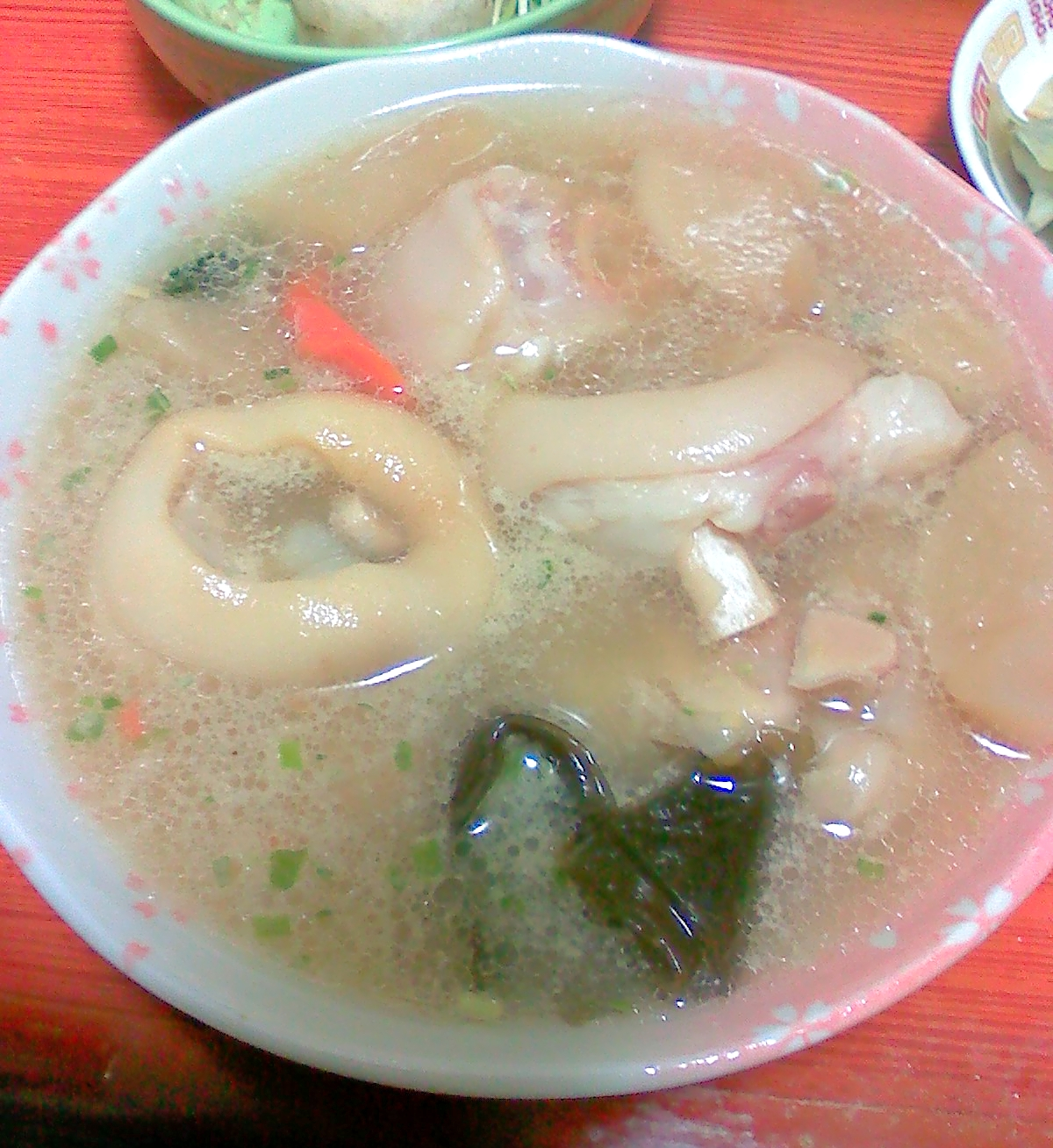
데비치 (일본 요리)

## 같이 보기
- 햄 혹